# Posat
Posat (Poja  en patois fribourgeois) est une localité et une ancienne commune suisse du canton de Fribourg, située dans le district de la Sarine.

## Histoire
Tout d'abord part de la maison de Savoie (seigneurie du Pont), le village de Posat devient progressivement une propriété de l'abbaye d'Humilimont dès 1137, puis, à la disparition de celle-ci, du collège Saint-Michel de Fribourg. Par la suite, le village est inclus dans le bailliage de Farvagny jusqu'en 1798, avant d'être érigé en commune et de rejoindre successivement le district de Fribourg jusqu'en 1803, au district de Farvagny jusqu'en 1848, puis enfin au district de la Sarine.
Le 1er janvier 1996, Posat fusionne avec ses voisines de Farvagny-le-Grand, Farvagny-le-Petit et Grenilles pour former la commune de Farvagny. Celle-ci va à son tour fusionner le 1er janvier 2016 avec Corpataux-Magnedens, Le Glèbe, Rossens et Vuisternens-en-Ogoz pour former la nouvelle commune de Gibloux.

## Patrimoine bâti
La chapelle Notre-Dame, reconstruite en 1675 par des jésuites et lieu de pèlerinage depuis le XVIIIe siècle, est inscrite comme bien culturel d'importance nationale.

## Personnalités
- Laurent Eltschinger (1972-), auteur de romans policiers, est né à Posat.